# Atrichum xanthopodum
Atrichum xanthopodum är en bladmossart som först beskrevs av Jules Cardot, och fick sitt nu gällande namn av U. Mizushima 1956. Atrichum xanthopodum ingår i släktet sågmossor, och familjen Polytrichaceae. Inga underarter finns listade i Catalogue of Life.